# Guarigione dell'idropico

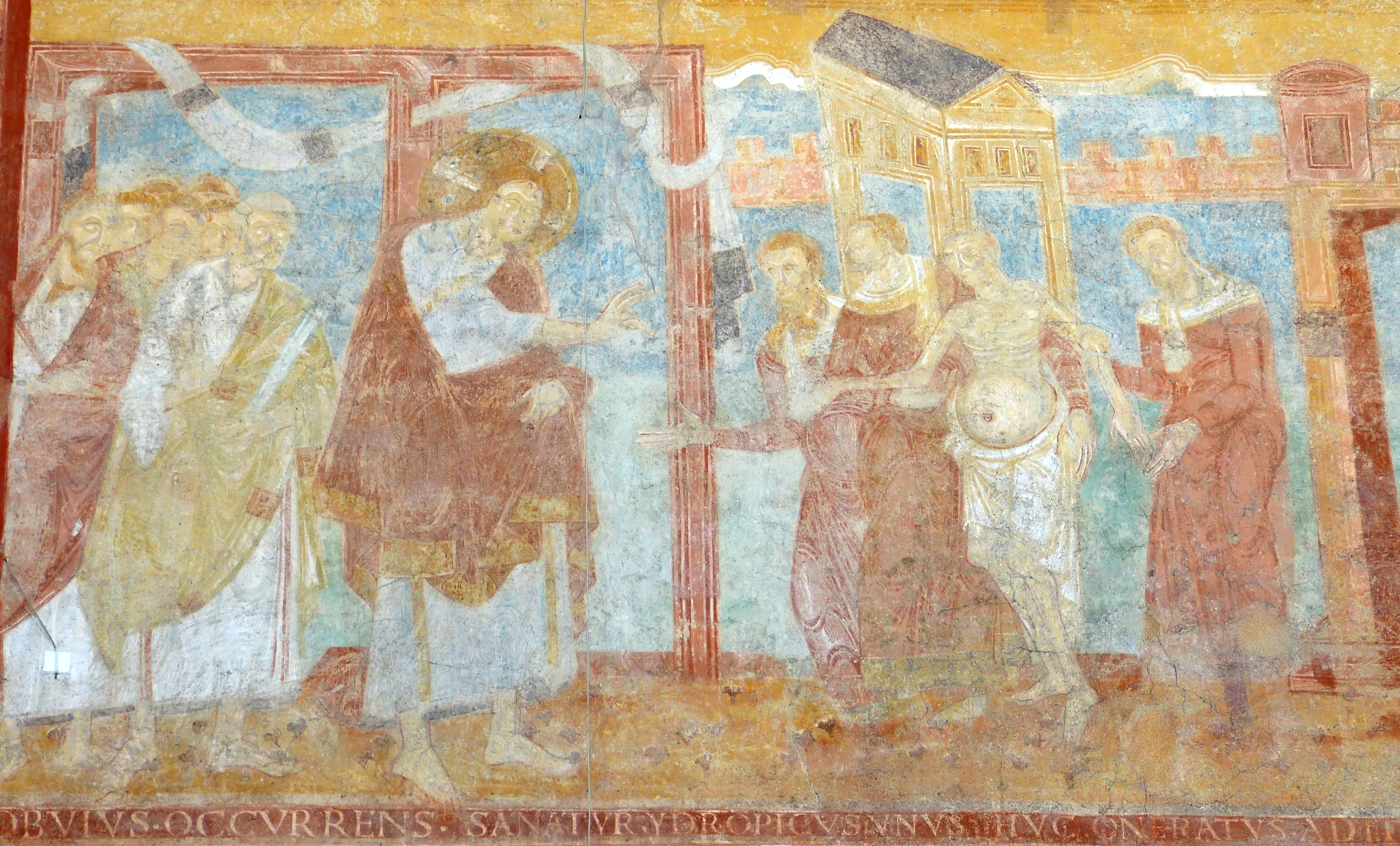
La guarigione in un affresco romanico del X sec.

La guarigione dell'idropico è uno dei miracoli attribuiti a Gesù, presente nel Vangelo secondo Luca. 
Secondo il racconto, un sabato Gesù era entrato in casa di uno dei capi dei farisei per pranzare e la gente stava ad osservarlo. Davanti a lui si presentò un uomo idropico. Rivolgendosi ai dottori della legge e ai farisei, Gesù disse: «È lecito o no guarire il giorno di sabato?».  Ma essi tacquero. Allora egli lo prese per mano, lo guarì e lo congedò. Poi disse loro: «Chi di voi, se un asino o un bue gli cade nel pozzo, non lo tirerà subito fuori in giorno di sabato?». E non poterono rispondere nulla a queste parole.